# Diepen
Diepen är en bergstopp i Schweiz.   Den ligger i kantonen Uri, i den centrala delen av landet, 90 km öster om huvudstaden Bern. Toppen på Diepen är 2 222 meter över havet, eller 351 meter över den omgivande terrängen. Bredden vid basen är 3,8 km.
Terrängen runt Diepen är huvudsakligen mycket bergig. Närmaste större samhälle är Altdorf, 5,2 km söder om Diepen. 
I omgivningarna runt Diepen växer i huvudsak blandskog. Runt Diepen är det glesbefolkat, med 9 invånare per kvadratkilometer.